# Bačvice (plaža)
Plaža Bačvice jedna od najomiljenijih splitskih plaža, nalazi se u istoimenom kotaru.
Uvala Bačvice duga je 600 m od kojeg pješčani dio zauzima 180 m, a ostatak uvale čini betonirano šetalište. Plaža na Bačvicama je kultno piciginsko igralište na kojemu se, od 2005. godine, svake godine održava Svjetsko prvenstvo u piciginu.
Tijekom proljeća 2009. gradsko poglavarstvo je odlučilo nasuti još malo materijala na ovu poznatu pješčanu plažu, što je zaustavljeno negodovanjem građana, ali šteta na plaži je već učinjena, prekrasan pijesak je uništen.
Na području pješčane plaže Bačvice izgrađeno je moderno kupalište koje je službeno otvoreno 1919. godine i ubrzo je postalo omiljeno kupalište građana i njihovih gostiju. U uvali su izgrađeni kupališni objekti koji su danas preuređeni u ugostiteljske objekte i noćne klubove.
Uvala se prethodno nazivala Špalacijun i još do kraja 19. stoljeća kraj nje su se nalazili brojni vinogradi i polja. Prvo kupalište otvoreno je 1891. godine zalaganjem Ivana Košćine, a sastojalo se od dugog drvenog mula na stupićima zabodenim u pijesak i s drvenim kabinama na obali. Godine 1901. plaža je podijeljena viskom ogradom na dva dijela, na muški i na ženski dio i bilo je zabranjeno muškarcima i ženama da se kupaju na plaži u isto doba dana. Staro kupalište stradalo je u nevremenu 1915. godine.

## Zanimljivosti
- Godine 1983. na plaži Bačvice snimljen je legendarni video spot za reklamu gaziranog pića Pipi, Dalmacijavina, u kojem je sudjelovala bivša Miss Jugoslavije, Ana Sasso. Godine 2013. skupina Studio Frendo lansirala je pjesmu "Pipi" čiji se sadržaj vrti oko te epizode na Bačvicama.
- Splitska grupa Stivideni snimila je pjesmu "Idemo na Bačvice" posvećenu toj plaži.